# Кобане
Кобане (курд. Kobanî‎) або Айн-ель-Араб (араб. عين العرب‎) — місто на півночі Сирії, розташоване на території провінції Алеппо. Айн-ель-Араб розташований біля кордону з Туреччиною, за 125 км на північний схід від Алеппо та за 415 км на північний схід від Дамаска. Є центром однойменного району. Курдська назва міста — Кобане. Відповідно до даних Сирійського центрального бюро статистики, за переписом 2004 р., населення міста становило 44 821 осіб.
Курдські Загони народної оборони (YPG) захопили місто 19 липня 2012 р. З липня 2012 р., Айн-ель-Араб перебуває під контролем сирійських курдів, тоді як ЗНС та курдські політики чекають на автономію для території, яку вважають частиною Сирійського Курдистану.